# Річкові відклади

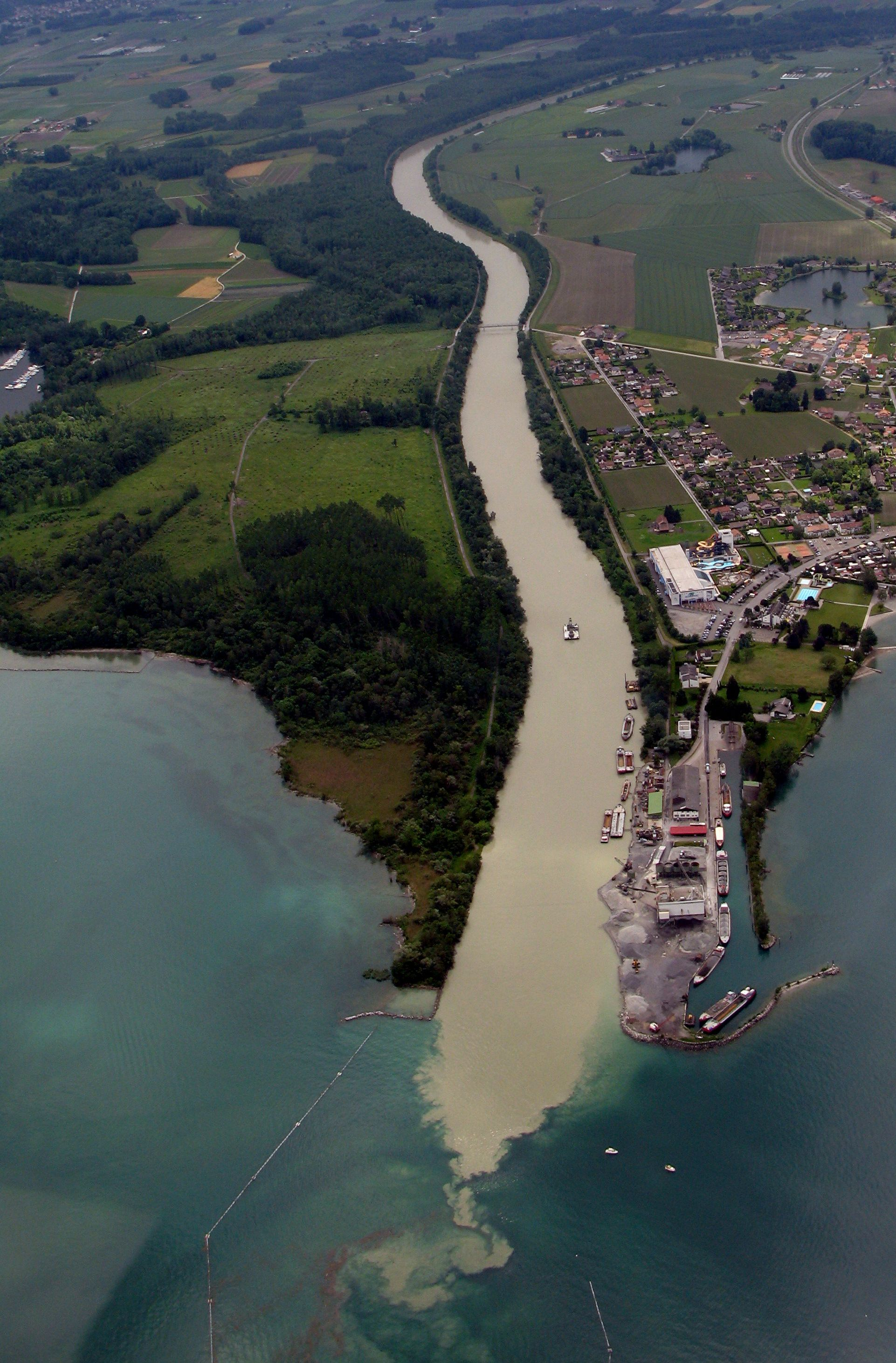
Річка Рона, що впадає до Женевського озера.

Річкові відклади (рос. речные отложения, англ. fluvial deposits; нім. fluviatile Ablagerungen, Flußablagerungen) — відклади річкових русел, заплав, боліт, річкових дюн. Характеризуються переважним розвитком уламкових порід, різноманітністю і мінливістю їх гранулометричного і мінералогічного складу, переважанням пісків над глинами і присутністю гальки.
Склад і потужність річкових відкладів залежать від типу річки (гірська, рівнинна), її розмірів і від тієї частини течії річки, де відбувалося накопичення осаду. Так, наприклад, в алювії гірських річок галькові відклади поєднуються з піщаними або глинистими осадами.
Серед них зустрічаються розсипні родовища корисних копалин, відсутні, як правило, в алювії рівнинних річок. Склад важких мінералів дуже різноманітний, іноді спостерігається великий вміст рудних мінералів. Відклади рівнинних річок різко відрізняються сортуванням матеріалу, його окатаністю, тонкозернистістю, більш пологою косою шаруватістю.
Викопні річкові відклади мають велике поширення і відомі з докембрію.
Річкові відклади широко використовуються як піщано-гравійна сировина.